# NGC 5029
NGC 5029 (również PGC 45880 lub UGC 8293) – galaktyka eliptyczna (E), znajdująca się w gwiazdozbiorze Psów Gończych. Odkrył ją John Herschel 13 maja 1830 roku.